# Украинцы в Португалии
Украинцы в Португалии (укр. Українці у Португалії) — одна из этнических общин на территории Португалии. По данным португальской миграционной службы 2012 года, численность указавших украинское происхождение составляет 44074 человека, уступая только бразильской диаспоре в этой стране.

## История и современность
Украинская диаспора в Португалии возникла относительно недавно, в конце 90-годов прошлого века. Предпосылками появления на территории Португальской Республики украинских граждан стали социально-экономические процессы на Украине, связанные переходным периодом развития молодого независимого государства. Сложная экономическая ситуация, прежде всего, в ее западных регионах, где отсутствовали промышленные предприятия, а сельское хозяйство не могло удовлетворить работой всех жителей, в значительной мере способствовали выезду за границу с целью поиска новых возможностей реализации себя в профессиональном плане.
Большинство украинцев, которые приехали в Португалию, являются выходцами из западных областей Украины: Черновицкая, Тернопольская, Ивано-Франковская, Львовская, Волынская, но есть и представители центральных и восточных регионов: Винницкой, Черкасской, Киевской, Донецкой, Сумской областей.
|  |  |  |

Социальный состав украинской общины разнообразен: рабочие, инженеры, врачи, музыканты, бывшие военные, учителя и т.д. Украинские специалисты и рабочие пользуются повышенным спросом на португальском рынке труда с учетом их высокого образовательного уровня и трудолюбия.
Сегодня характерной чертой украинской общины в Португалии, является ее экономическая и политическая активность. Община стала реальной силой, которая не только объединяет украинцев, но и все активнее проявляет себя в общественной жизни Португалии, отстаивая права и интересы соотечественников, обеспечивая их социально-культурные запросы и заботясь о сохранении национальной идентичности.
Многочисленные культурные мероприятия, проводимые в Лиссабоне и других городах Португалии по инициативе общины характеризуются высоким уровнем организованности, четкой национально-патриотической направленности.
Знаменательным событием в жизни португальских украинцев стало торжественное открытие 23 июня 2008 года проспекта Украины в городе Лиссабоне во время официального визита Президента Украины в Португалию. Этот факт является благодарностью португальского народа за вклад украинской диаспоры в развитии города и страны в целом.
Проспект Украины находится в северо-восточной части португальской столицы вблизи станции «Бела-Вишта» Лиссабонского метрополитена. Пролегает от проспекта Республики Болгарии (порт. Avenida da República de Bulgária) до Кольца Бела-Вишты (порт. Rotunda da Bela Vista).

## Украинские организации в Португалии
Процесс объединения украинских граждан в общественные организации отмечался желанием более эффективно защищать свои права и интересы, решать насущные вопросы по удовлетворению социально-культурных потребностей, сохранение своей национальной идентичности. В данный момент действуют следующие украинские организации:
- Союз украинцев в Португалии, председатель - П.Садоха.
- Ассоциация украинцев Португалии «Собор», председатель - О.Гуцько.
- Союз украинцев Алгарве, председатель - И.Корбеля
- Ассоциация «Христианское Движение украинцев Португалии»[8].
- Ассоциация «Источник Мира», председатель - Б.Кучерас.
- Ассоциация культуры и социальной солидарности «Украинский Дом», г.Лисабон, председатель - Валентина Василенко.
- Общественная организация «Португальско-Украинский центр: Украина-Португалия-Европа», г.Лисабон, председатель - В.Бундзяк.
- Ассоциация «Традиции успешности», председатель - Тарас Шевченко.